# Propargil

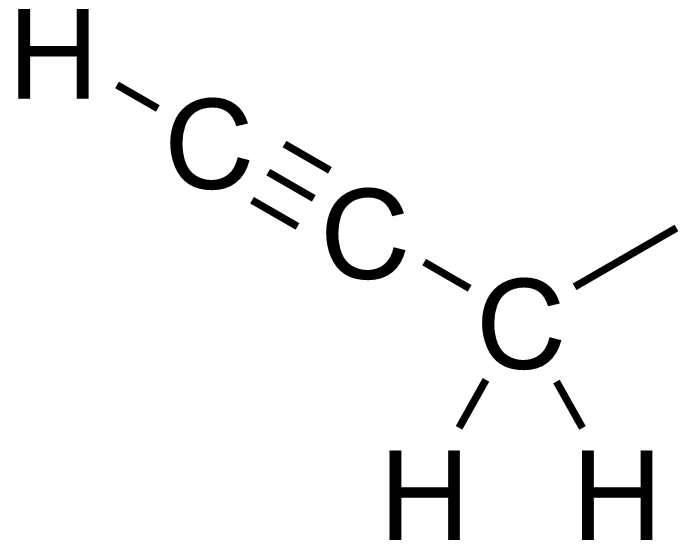
Estrutura química do grupo propargil.

Em química orgânica, propargil é um grupo funcional alquil de 2-propinil com a estrutura HC≡C−CH2−, derivada do alquino propino.
O termo propargílico refere-se a uma posição saturada (de hibridização sp3) sobre uma estrutura molecular próxima a um grupo alquinil; 
O termo homopropargílico designa da mesma maneira
- uma posição saturada sobre uma estrutura molecular próxima a um grupo propargílico e logo duas ligações de uma metade alquino;
- um fragmento 3-butinil, HC{\displaystyle \equiv }C-CH2CH2-, ou homólogo substituído.